# Oraș Erou
Oraș Erou (în limba rusă: город-герой, gorod-gheroi) este un titlu onorific acordat pentru eroismul remarcabil al apărătorilor orașelor sovietice în timpul Marelui Război Pentru Apărarea Patriei (luptele de frontul de răsărit al celui de-al doilea război mondial) din 1941 – 1945. Titlul a fost acordat la 12 orașe din Uniunea Sovietică. În plus, Fortăreața Brest a primit titlul echivalent de Fortăreață Erou. Această distincție simbolică acordată unui oraș corespundea cu titlul individual de Erou al Uniunii Sovietice. 
În conformitate cu statutul, orașul erou primea Ordinul Lenin, Medalia Steaua de Aur și ceritificatul (gramota) pentru fapte eroice din parte Prezidiului Sovietului Suprem al URSS. În oraș era instalat un obelisc care cinstea memoria apărătorilor eroici ai orașului. 

## Istoric
Folosirea pentru prima oară a termenului de "orăș-erou" a apărut pentru prima dată într-un articol din ziarul Pravda la începutul anului 1942. Folosirea oficială a titlului datează din data de 1 mai 1945, când Iosif Vissarionovici Stalin a emis Ordinul Comandantului Suprem nr.20, prin care se hotăra tragerea salvelor de salut în cinstea "orașelor erou Leningrad, Stalingrad, Sevastopol și Odesa."
Pe 22 iunie 1961, la a 20-a aniversare a declanșării Marelui Război Patriotic, termenul "Oraș Erou" a fost aplicat orașului Kiev într-un ucaz prin care era acordat orașului Kiev Ordinul Lenin și înființa medalia "Pentru apărarea Kievului".
Statutul oficial al titlului a fost introdus prin ucazul Prezidiului Sovietului Suprem pe 8 mai 1965, cu ocazia a celei de-a 20-a aniversare a victoriei împotriva Germaniei Naziste în Marele Război Patriotic. În aceeași zi, au fost emise ucazuri de acordarea a sus-numitului titlu următoarelor orașe: Leningrad, Volgograd (fostul Stalingrad), Kiev, Sevastopol, și Odesa. Mai târziu, au fost declarate Orașe Erou și Moscova, iar fortăreața Brest a fost declarată Fortăreață Erou. 
Au mai fost declarate Orașe Erou următoarele localități sovietice: 
- 14 decembrie 1973: Kerci și Novorossisk;
- 26 iunie 1974: Minsk;
- 7 decembrie 1976: Tula;
- 6 mai 1985: Murmansk și Smolensk.

În 1988, acordarea titlului a fost în mod oficial întreruptă. 
În Rusia au existat sentimentul puternic că multe dintre aceste titluri onorifice au fost acordate pe criterii politice și că au existat și alte orașe ca l-ar fi meritat cu prisosință. Pe 5 aprilie 2005, Duma de Stat a Federației Ruse a votat o lege pentru introducerea titlului onorific "Oraș al Gloriei Militare" (Город воинской славы). Candidați potemnțiali sunt orașele-locații a unor bătălii feroce ale celui de-al doilea război mondial: Oriol, Rjev, Elnia, Voronej, Viazma și alte câteva. Legea a fost criticată pentru lipsa de criterii clare pentru definirea diferiților termeni, precum "cele mai feroce bătălii", și pentru nespecificarea resurselor de finanțare necesare pentru aplicarea legii.

## Fortăreața Erou Brest
Fortăreața Brest (Belarus) se afla lângă granița stabilită de puțină vreme între Uniunea Sovietică și Germania Nazistă. Această graniță fusese trasată în anexa secretă a Pact Molotov-Ribbentrop și a fost stabilită ca graniță de-facto după ce cele două țări invadaseră și împărțiseră Polonia în campania din septembrie 1939, la numai câteva luni după semnarea Pactului de neagresiune sovieto-german. Ca urmare a așezării sale geografice, garnizoana fortăreței a fost luată prin surprindere în momentul în care Puterile Axei au declanșat invazia în Uniunea Sovietică pe 22 iunie 1941. Fortăreața a devenit locul de desfășurare a primei mari bătălii dintre forțele sovietice și armatele Grupului de Armate Centru. Artileria germană a supus fortăreața unei intens bombardament. Încercarea de luare cu asalt a fortăreței cu forțele de infanterie a eșuat, iar germanii au fost siliți să se implice într-un lung asediu. Garnizoana din Brest, care număra cam 4.000 de soldați, a rezistat cu îndârjire atacurilor germane. Deși au fost luați prin surprindere de atacul inițial și au fost depășiți numeric la început cu mai mult de 10:1, deși orașul fusese complet încercuit și avea toate legăturile cu lumea exterioară întrerupte, deși apărătorii rămăseseră fără hrană, apă și muniție, ei s-au apărat, ba mai mult, au și contraatacat până în ultima clipă. Germanii au fost obligați să aducă pentru cucerirea fortăreței tancuri, aruncătoare de flăcări și de gaze lacrimogene. După ce germanii au cucerit cu pierderi grele fortăreața ruinată, luptele sângeroase au continuat în coridoarele subterane. Luptele au continuat până la sfârșitul lunii iulie. Frontul sovieto-german se deplasase la sute de kilometri spre est. Chiar și după cucerirea oficială a fortăreței, supraviețuitorii sovietici au continuat să se ascundă în subterane și au hărțuit forțele germane mai multe luni, până au fost eliminați definitiv. 
Fortăreața Brest a primit titlul de Fortăreață Erou în 1965.

## Minsk
Orașul Minsk, capitala RSS Belaruse, a fost încercuit de trupele germane aflate în înaintare la sfârșitul lunii iunie 1941. Prinși în capcana unui mari pungi, apărătorii sovietici și-au apărat pozițiile cu disperare. Rezistența lor a fost înfrântă pe 9 iulie, peste 300.000 de soldați sovietici fiind luați prizonieri. În cei trei ani de ocupație care au urmat, sovieticii au afirmat că germanii au ucis peste 400.000 de civili din oraș și zona înconjurătoare. Regiunea Minskului a devenit centrul unei foarte puternice mișcări de partizani care a pus foarte multe probleme ocupantului german. 
Minskul a primit titlul de Oraș Erou în 1974.

## Smolensk

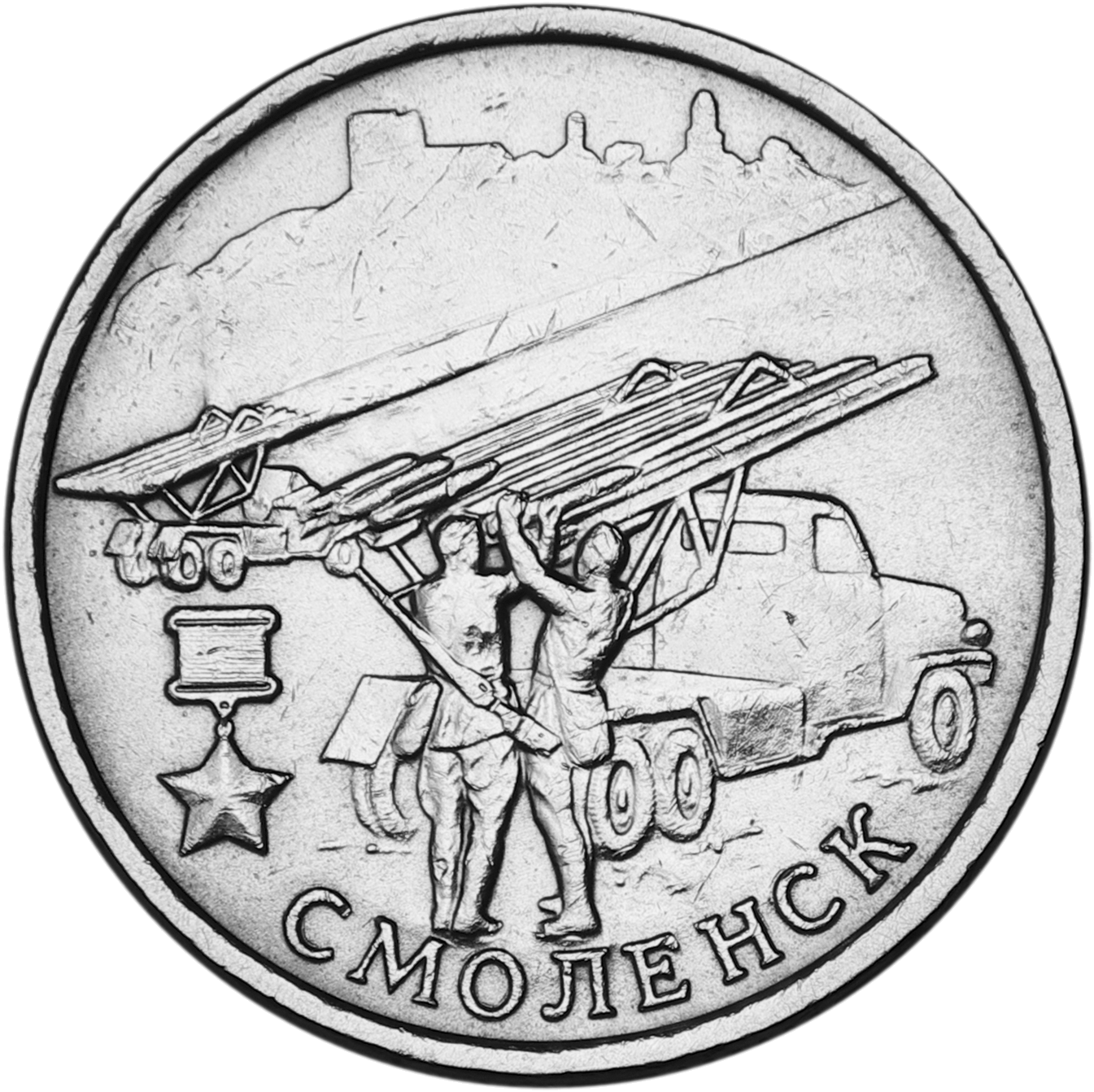
monedă de 2 ruble, ediția anului 2000

Alflat pe direcția de înaintare a armatei germane spre Moscova, orașul Smolensk a fost locația unei bătălii foarte sângeroase în vara anului 1941. Diviziile de blindate ale Grupului de Armate Centru au declanșat atacul pe 10 iulie 1941, reușind să încercuiască forțele sovietice din regiunea orașului. Rezistența sovietică a fost puternică, soldații Armatei Roșii nemulțumindu-se să-și apere pozițiile ci declanșând mai multe contraatacuri. La un moment dat, sovieticii au reușit chiar să străpungă încercuirea, prin spărtura respectivă fiind evacuate numeroase trupe care au fost amplasate mai apoi pe noi poziții defensive. Luptele s-au încheiat în septembrie. Luptele grele din regiune au întârziat în mod considerabil înaintarea germană spre Moscova, astfel încât apărătorii capitalei au avut un răgaz suplimentar pentru întărirea defensivei. 
Smolenskul a primit titlul de Oraș Erou în 1985.

## Kiev
| Imagine indisponibilă                                          |  | Imagine indisponibilă |
| Semnul Kiev "Oraș Erou" la intrările de pe autostradă în oraș. |  |                       |

Capitala RSS Ucrainiene a fost martora celei mai mari bătălii de încercuire din vara anului 1941. Când germanii au declanșat atacul pe 7 iulie, forțele sovietice din regiunea Kievului au primit ordinul să reziste cu orice preț, orice încercare de părăzire a zonei fiind cu desăvârșire interzisă. Apărarea pungii de la Kiev a fost aprigă. Mii de civili s-au alăturat voluntar să ajute la apărarea orașului. În cele din urmă, Kievul a fost cucerit pe 19 septembrie. Peste 600.000 de soldați sovietici au fost luați prizonieri după cucerirea și curățarea pungii. Rezistența îndelungată a rupt ritmul planurilor germane ale blitzkriegului. În termeni strict militari, bătălia a fost o formidabilă victorie pentru armata germană și un dezastru pentru Armata Roșie. Victoria a avut un efect uriaș asupra moralului lui Adolf Hitler, care a lăudat victoria ca pe reușita din cea mai mare bătălie a istoriei. 
În timpul ocupației germane, sute de mii de civili au fost uciși sau deportați pentru muncă forțată din regiunea Kievului. Kievul a redevenit teatru de lupte în anul 1943, trupele sovietice eliberând orașul pe 6 noiembrie. 
Kiev a primit titlul de Oraș Erou în 1965.

## Odesa
La începutul lunii august a anului 1941, orașul-port Odesa a fost atacat și asediat de forțele românești sprijinite de elemente germane. Luptele foarte sângeroase pentru apărarea orașului au durat până pe 16 octombrie, când resturile trupelor sovietice și cam 15.000 de civili au fost evacuați pe cale apelor. Luptele de partizani au continuat în oraș favorizate de vasta rețea de catacombe a Odesei. 
Odesa a primit titlul de Oraș Erou în 1945.

## Murmansk
Orașul-port Murmansk, aflat în Peninsula Kola, în apropiere de granițele Norvegiei și Finlandei, era de o importanță strategică pentruj transporturile maritime sovietice pe timp de război, fiind în același timp și un important centru industrial. Murmanskul era sigurul port de pe coasta nordică ale cărui ape nu înghețau în timpul iernii, fiind din acest motiv vital pentru transportul proviziilor către zona de sud a frontului. Forțele germano-finlandeze au lansat o ofensivă împotriva Murmanskului pe 29 iunie 1941. Asupra orașului au fost lansate peste 180.000 de grenade și proiectile incendiare. Rezistența îndârjită sovietică în tundră și cele câteva contraatacuri îndrăznețe au împiedicat forțele Axei să cucerească orașul și portul. În ciuda atacurilor care au continuat până în luna octombrie, germanii nu au reușit să atingă niciunul dintre obiectivele propuse: cucerirea orașului și întreruperea liniei de cale ferată kareliană 
Murmansk a primit titlul de Oraș Erou în 1985.

## Leningrad
Orașul Leningrad, redenumit Sankt Petersburg în ultimii ani, a fost scena uneia dintre cele mai mari tragedii umane ale celui de-al doilea război mondial. Leningradul, unul dintre orașele cu cea mai mare moștenire arhitehtonică clasică și barocă din regiunea Mării Baltice, avea în perioada interbelică o populație de aproximativ 3 milione de locuitori. La începutul lunii august 1941, germanii au ajuns în suburbiile sudice ale orașului. Între timp, forțele finlandeze recuceriseră Istmul Karelia de la nord-vestul orașului, regiune care fusese pierdută în timpul războiului din iarna anului 1940. 

Orașul a fost complet izolat, orice legătură terestră fiind interzisă de forțele germane care încercuiseră complet orașul pe 8 septembrie 1941. Golful Finic era la râdul lui de marina militară germană și de minele marine, singura legătură a Leningradului cu restul teritoriului sovietic era reprezentată cale apei de peste Lacul Ladoga. Finlandezii nu au refuzat să se continue înaintarea la sud de râul Svir și să cucerească restul malului Lacului Ladoga, așa cum le ceruseră germanii. Cum luarea cu asalt a orașului a părut comandamentului german mult prea costisitoare, ei au ales să asedieze Leningradul pentru a-i sili pe apărători să se predea datorită foamei. În scurtă vreme, în orașul asediat a fost întreruptă distribuirea curentului electric, apei curente și agentului termic pentru civili. De asemenea, transportul public a fost întrerupt în iarna 1941-1942, fiind reluat in 1942 numai transportul cu tramcare. 

Mii de leningrădeni au murit de frig sau de foame doar în prima iarnă a asediului. În tot acest timp, artileria germană a bombardat neîncetat orașul. Deși asediul a durat 900 de zile, orașul nu s-a predat. În timpul asediului, populația a fost obligată să adopte măsuri extreme pentru a supraviețui anumiți oameni disperați recurgând la canibalism. După ce Lacul Ladoga a înghețat, a fost deschisă o cale de transport peste ghiață, așa numitul drum al vieții, o cale lungă spre malul sudic, străbătută de camioane de camioane cu alimente, combustibil și arme și muniții, care la întoarcere transportau cetățeni refugiați. Coloanele sovietice de transport erau atacate constant de artileria și aviația germane. 
Când forțele sovietice au despresurat în ianuarie 1944, peste un milion de leningrădeni muriseră de foame, frig sau din cauza bombardamentelor germane. Cetățenii sovietici care colaboraseră cu germanii sau care participaseră la acte de canibalism au fost executați. Peste 300.000 de soldați ai aramtei sau marinei sovietice au căzut la datorie în timpul luptelor pentru apărarea Leningradului. 
Leningrad a primit titlul de Oraș Erou în 1945, fiind primul oraș care a primit această distincție. 

## Tula

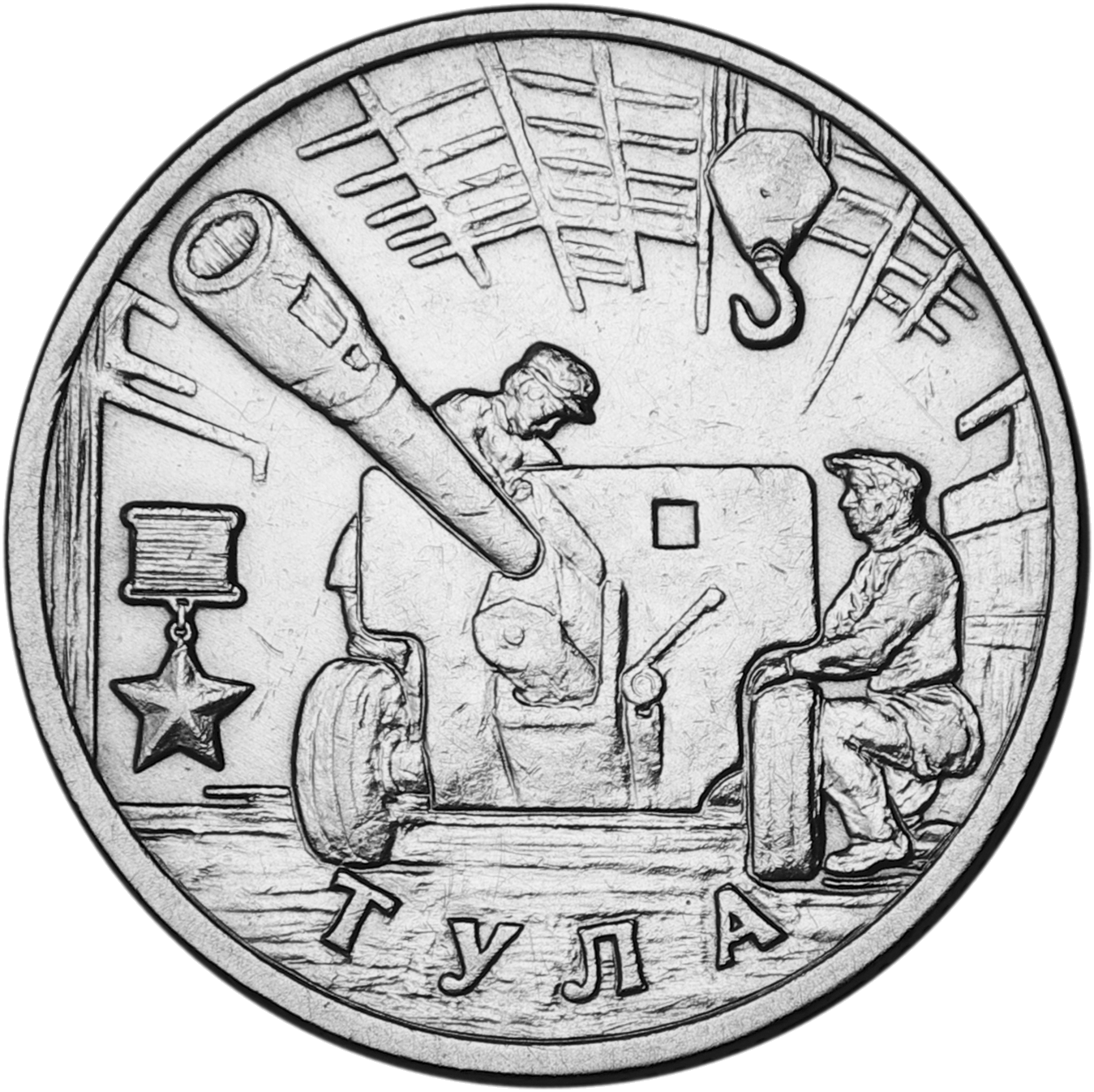
Monedă de 2 ruble, ediția anului 2000

Tula era un oraș istoric și un important centru industrial la sud de Moscova. Tula a devenit ținta atacurilor germane care urmăreau străpungerea defensivei sovietice între 24 octombrie și 5 decembrie 1941. Orașul puternic fortificat a rezistat cu succes atacurilor germanilor, asigurând apărarea flancului sudic al defensivei Moscovei și favorizând contraofensiva care avea să îndepărteze pericolul din preajma capitalei sovitice. 
Tula a primit titlul de Oraș Erou în 1976.

## Moscova
În 1941, germanii au suferit în fața Moscovei prima lor înfrângere decisivă a campaniei din URSS. Înaintarea Grupului de Armate Centru a fost stopată la sfârșitul lunii noiembrie 1941 în suburbiile Moscovei. Guvernul sovietic a fost evacuat, însă Stalin a rămas în oraș. zbătându-se între disperare și hotărâre, populația capitalei a ajutat la construirea fortificațiilor din afara orașului și a baricadelor de pe străzi. Stațiile metroului au fost folosite pentru adăpostirea moscoviților amenințați de bombardamentele germane. Generalul Gheorgi Jukov, care fusese însărcinat cu apărarea orașului, a lăsat la nivelul comandanților din prima linie inițiativa în stabilirea tacticilor luptelor de apărare, el concentrându-se asupra concentrării de trupe proaspete aduse din Siberia și asupra pregătirii contraatacului. Contraofensiva sovietică a fost declanșată pe 5 decembrie 1941. În condițiile uneia dintre cele mai reci ierni din istoria orașului, forțele sovietice, inclusiv trupe de schiori bine echipați, au împins înapoi trupele germane sleite de frig și lupte, alungându-i din fața Moscovei. Victoria din bătălia de la Moscova a crescut mult moralul populație sovietice. 
Moscova a primit titlul de Oraș Erou în 1965.

## Sevastopol
Portul al Marea Neagră Sevastopol era o puternică fortăreață din Peninsula Crimeea. Trupele germano-române au înaintat până în suburbiile orașului pe direcțiile nord și sud și și-au lansat atacurile pe 30 octombrie 1941. După ce primul atac a eșuat, forțele Axei au început un asediu îndelungat, în timpul căruia fortăreața a fost puternic bombardată. Un al doilea asalt al forțelor Axei din decembrie 1941 a eșuat de asemenea, infanteriștii și marinarii Flotei Mării Negre continuând să luptate cu dârzenie. Orașul a fost cucerit în iunie 1942 și a fost eliberat după lupte sângeroase în mai 1944. 
Sevastopolul a primit titlul de Oraș Erou în 1945.

## Kerci
Portul Kerci din estul Peninsulei Crimeea forma un cap de pod în dreptul stâmtorii care despărțea peninsula de restul Rusiei continentale. După lupte dure, orașul a fost cucerit de germani în noiembrie 1941. Pe 30 decembrie, sovieticii au recucerit orașul după executarea unei debarcări. În mai 1942, germanii au cucerit încă o dată orașul, dar partizanii sovietici au rezistat pe falezele care înconjurau orașul până în octombrie același an. Pe 31 octombrie 1943, sovieticii au lansat o nouă debarcare. Orașul ruinat a fost eliberat pe 11 aprilie 1944.
Kerciul a primit titlul de Oraș Erou în 1973.

## Novorossisk

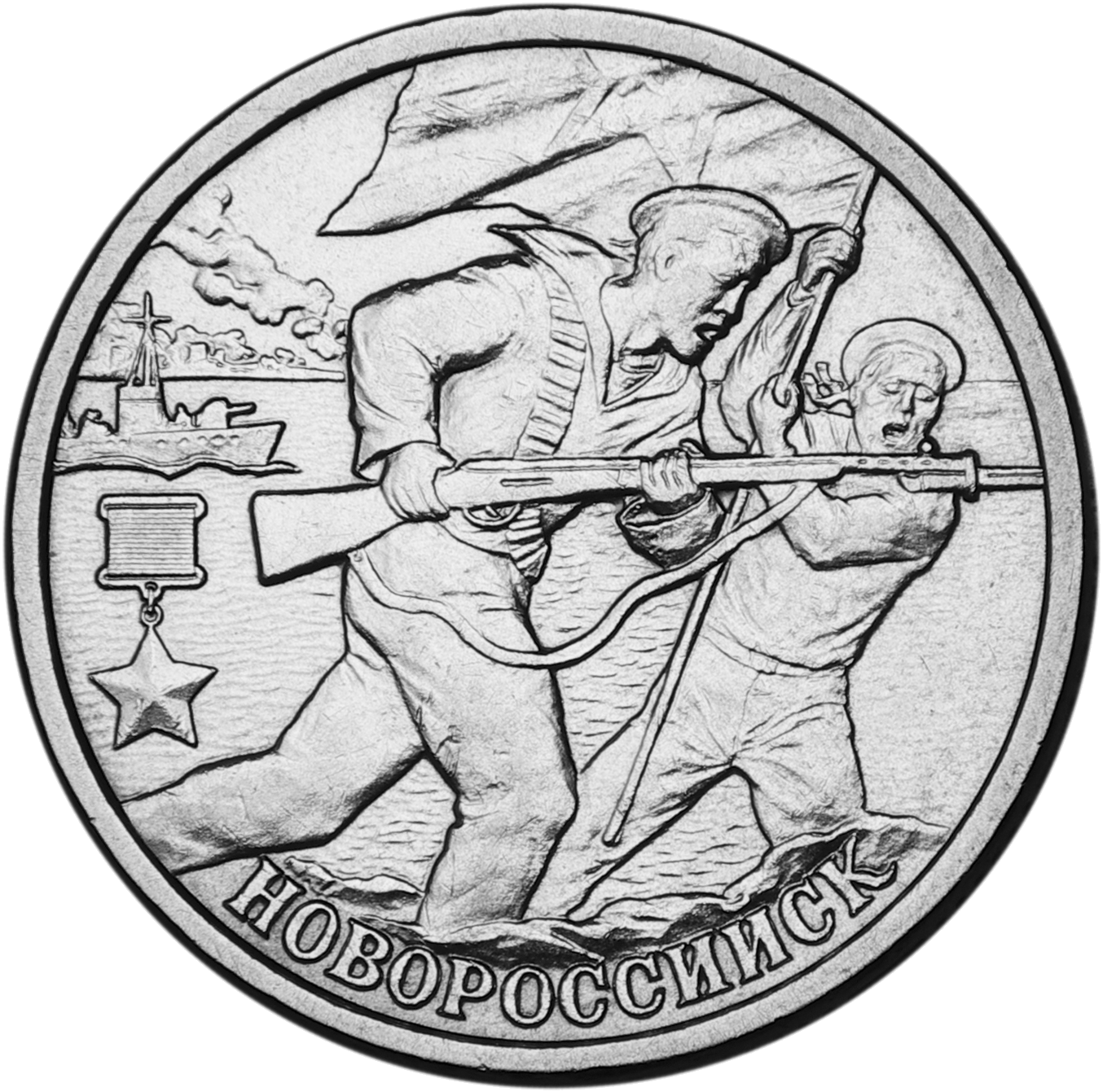
Monedă de 2 ruble, ediția anului 2000

Orașul Novorossisk de pe coasta răsăriteană a Mării Negre a rezistat cu vitejie în timpul ofensivei germane din vara anului 1942. În oraș și în zona înconjurătoare s-au dat lupte grele care au durat din august până în septembrie. Sovieticii au reușit să păstreze controlul asupra malului estic al golfului, ceea ce i-a împiedicat pe germani să folosească portul pentru aprovizionarea trupelor lor. 
Novorossisk a primit titlul de Oraș Erou în 1973.

## Stalingrad (Volgograd)
Volgograd este numle din zilele noastre al Stalingradului. Stalingradul a fost apărat din iulie până în noiembrie 1942, contraofensiva sovietică din 19 noiembrie prinzând în capcană forțele Axei în oraș și în zona înconjurătoare. Germanii și aliații lor au capitulat pe 2 februarie 1943, acest moment fiind un punct de cotitură al întregii conflagrații mondiale. Intensitatea deosebită a bătăliei Stalingradului a fost una dintre cele mai mari de-a lungul întregului război mondial. Bombardamentele germane au ucis mii de civili, au transformat orașul într-o mare de ruine. Muncitorii din fabricile orașului, transformate cu toate în uzine de armament, au început la un moment dat să livreze personal armale și munițiile în prima linie, pentru ca de la un moment dat să lupte ca voluntari alături de soldați Armatei Roșii. Trupe proaspete de întărire au fost aduse de sovietici în orașul atacat cu vapoarele care traversau râul Volga sub tirul aviației și artileriei germane. Numeroasele tancuri germane au fost total inutile în orașul transformat în ruine. Pentru cucerirea fiecărei străzi, clădiri și uneori pentru fiecare etaj s-au dat lupte sălbatice care au continuat luni de zile. Armata Roșie a transportat importante rezerve strategice din regiunea Moscovei, inclusiv toate avioanele disponibile ale țării, în cea a Stalingradului. În cele din urmă, germanii au pierdut un sfert al efectivelor totale de pe frontul de răsărit și nu și-au mai revenit niciodată pe de-a întregul după această înfrângere. Pierderile totale înregistrate de ambele părți sunt greu de estimat, cifrele variind între 1 și 2 milioane de morți în perioada celor 200 de zile de lupte. 
Stalingradul a primit titlul de Oraș Erou în 1945.